# Jonathan Svedberg
Jonathan Svedberg (sinh ngày 22 tháng 3 năm 1999) là một cầu thủ bóng đá người Thụy Điển thi đấu cho Halmstads BK.